# Saint-Louis du Nord (ort)
Saint-Louis du Nord är en ort i Haiti.   Den ligger i departementet Nord-Ouest, i den norra delen av landet, 160 km norr om huvudstaden Port-au-Prince. Saint-Louis du Nord ligger 22 meter över havet och antalet invånare är 11 849.
Terrängen runt Saint-Louis du Nord är varierad. Havet är nära Saint-Louis du Nord åt nordost. Runt Saint-Louis du Nord är det tätbefolkat, med 266 invånare per kvadratkilometer. Närmaste större samhälle är Port-de-Paix, 11,6 km väster om Saint-Louis du Nord. I omgivningarna runt Saint-Louis du Nord växer huvudsakligen savannskog.